# Oruza sordida
Oruza sordida là một loài bướm đêm trong họ Erebidae.